# Serdar Apaydın
Serdar Apaydın (Kula, 21 ottobre 1966) è un ex cestista turco.

## Carriera
Con la Turchia ha disputato due edizioni dei Campionati europei (1993, 1995).

## Palmarès
- Campionato turco: 1

Ülkerspor: 1994-95